# ضرب خارجی

در ریاضیات، ضرب خارجی (به انگلیسی: Cross Product)، یا ضرب برداری (به انگلیسی: Vector Product)، یک عمل دوتایی (با نماد ×) بین دو بردار اقلیدسی در فضای سه‌بعدی است که نتیجهٔ آن برداری است که بر هر دو بردار اولیه عمود است.

## تعریف

### بیان ریاضی
برای بردار‌های یکّهٔ پایه تساوی‌های زیر برقرار اند:
{\displaystyle {\hat {i}}\times {\hat {j}}=-{\hat {j}}\times {\hat {i}}={\hat {k}}}
{\displaystyle {\hat {j}}\times {\hat {k}}=-{\hat {k}}\times {\hat {j}}={\hat {i}}}
{\displaystyle {\hat {k}}\times {\hat {i}}=-{\hat {i}}\times {\hat {k}}={\hat {j}}}
{\displaystyle {\hat {i}}\times {\hat {i}}={\vec {0}}\qquad {\hat {j}}\times {\hat {j}}={\vec {0}}\qquad {\hat {k}}\times {\hat {k}}={\vec {0}}}

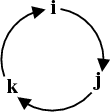
روشی برای حفظ کردن ضرب خارجی و و

از تساوی‌های فوق می‌توان فرمول ضرب خارجی را نتیجه گرفت:
اگر {\displaystyle {\vec {a}}=(a_{x},a_{y},a_{z})} و {\displaystyle {\vec {b}}=(b_{x},b_{y},b_{z})}:
{\displaystyle {\vec {a}}\times {\vec {b}}=(a_{y}b_{z}-a_{z}b_{y},a_{z}b_{x}-a_{x}b_{z},a_{x}b_{y}-a_{y}b_{x})}

### بیان ماتریسی
برای حفظ‌کردن راحت‌تر ضرب خارجی می‌توان از تساوی زیر کمک گرفت:
{\displaystyle {\vec {a}}\times {\vec {b}}={\begin{vmatrix}{\hat {i}}&{\hat {j}}&{\hat {k}}\\a_{x}&a_{y}&a_{z}\\b_{x}&b_{y}&b_{z}\\\end{vmatrix}}}
این دترمینان را می‌توان با روش ساروس محاسبه کرد که در نهایت به فرمول بیان ریاضی می‌رسد.

### بیان هندسی

قانون دست راست

جهت بردارِ حاصل از ضرب خارجی، عمود بر هر دو بردار {\displaystyle {\vec {a}}} و {\displaystyle {\vec {b}}} است و به کمک قانون دست راست قابل تشخیص است و طول آن برابر مساحت متوازی‌الاضلاعی با اضلاع بردار‌های اوّلیّه است؛ پس اگر {\displaystyle \theta } زاویهٔ بین دو بردار باشد:
{\displaystyle \left\vert {\vec {a}}\times {\vec {b}}\right\vert =\left\vert {\vec {a}}\right\vert \left\vert {\vec {b}}\right\vert \sin \theta }
اگر بردار‌ها هم‌راستا باشند یا یکی از بردار‌ها صفر باشد، حاصل ضرب خارجی صفر خواهد شد.

## خواص
- جابه‌جایی ندارد ولی[۲]: {\displaystyle {\vec {a}}\times {\vec {b}}=-{\vec {b}}\times {\vec {a}}}
- پخش‌پذیری[۲]: {\displaystyle {\vec {a}}\times ({\vec {b}}+{\vec {c}})={\vec {a}}\times {\vec {b}}+{\vec {a}}\times {\vec {c}}}

- شرکت‌پذیری ندارد ولی از تساوی جاکوبی پیروی می‌کند: {\displaystyle {\vec {a}}\times ({\vec {b}}\times {\vec {c}})+{\vec {b}}\times ({\vec {c}}\times {\vec {a}})+{\vec {c}}\times ({\vec {a}}\times {\vec {b}})={\vec {0}}}
- ضرب در عدد[۲]: {\displaystyle (r{\vec {a}})\times {\vec {b}}={\vec {a}}\times (r{\vec {b}})=r({\vec {a}}\times {\vec {b}})}
- {\displaystyle {\vec {a}}\times {\vec {a}}={\vec {0}}}
- {\displaystyle {\vec {a}}\times {\vec {b}}={\vec {0}}\Longleftrightarrow {\vec {a}}\parallel {\vec {b}}}[۲]

## اتّحاد لاگرانژ
به کمک اتّحاد لاگرانژ می‌توان دریافت:
{\displaystyle \left\vert {\vec {a}}\times {\vec {b}}\right\vert ^{2}=\left\vert {\vec {a}}\right\vert ^{2}\left\vert {\vec {b}}\right\vert ^{2}-({\vec {a}}\cdot {\vec {b}})^{2}}